# نادية عوني سقطي
نادية محمد عوني سقطي هي طبيبة سورية سعودية، ولدت في دمشق في 23 مايو 1938. تخرجت من كلية الطب بجامعة دمشق عام 1965. عملت طبيبة أطفال مقيمة في مستشفى الجامعة الأمريكية في بيروت ومستشفى جاكسون في ميامي.
تعمل في مستشفى الملك فيصل التخصصي في الرياض في المملكة العربية السعودية منذ يوليو 1978 وحتى الآن.

## أعمالها
اشتهرت باكتشافها المرضين التاليين:
- متلازمة سنجد سقطي، مع الطبيب سامي سنجد وجيريمي كيرك وريكي ريتشاردسون.
- متلازمة سقطي-نيهان-تيسديل مع الدكتور ويليام نيهان والدكتور تيسديل.[1][2]